# Шаврош (Корез)
Шаврош (фр. Chaveroche) насеље је и општина у централној Француској у региону Лимузен, у департману Корез која припада префектури Исел.
По подацима из 2011. године у општини је живело 207 становника, а густина насељености је износила 11,34 становника/km². Општина се простире на површини од 18,26 km². Налази се на средњој надморској висини од 715 метара (максималној 814 m, а минималној 612 m).

## Демографија
| 1962. | 1968. | 1975. | 1982. | 1990. | 1999. | 2011. |
| ----- | ----- | ----- | ----- | ----- | ----- | ----- |
| 146   | 167   | 139   | 140   | 149   | 145   | 207   |

График промене броја становника у току последњих година